# Trenton
Trenton – miasto w Stanach Zjednoczonych, stolica stanu New Jersey, siedziba hrabstwa Mercer, nad rzeką Delaware.
Różnorodny przemysł, m.in.: maszynowy, gumowy (od 1852 fabryki Goodyear Tire i Rubber Company), elektrotechniczny, metalowy, materiałów budowlanych, włókienniczy, hutnictwo żelaza; ważny ośrodek handlowy; węzeł kolejowy i drogowy; stanowe centrum kulturalne z muzeum, planetarium, audytorium oraz biblioteką; port dostępny dla statków morskich, liczne zabytki z XVIII i XIX wieku.

## Demografia

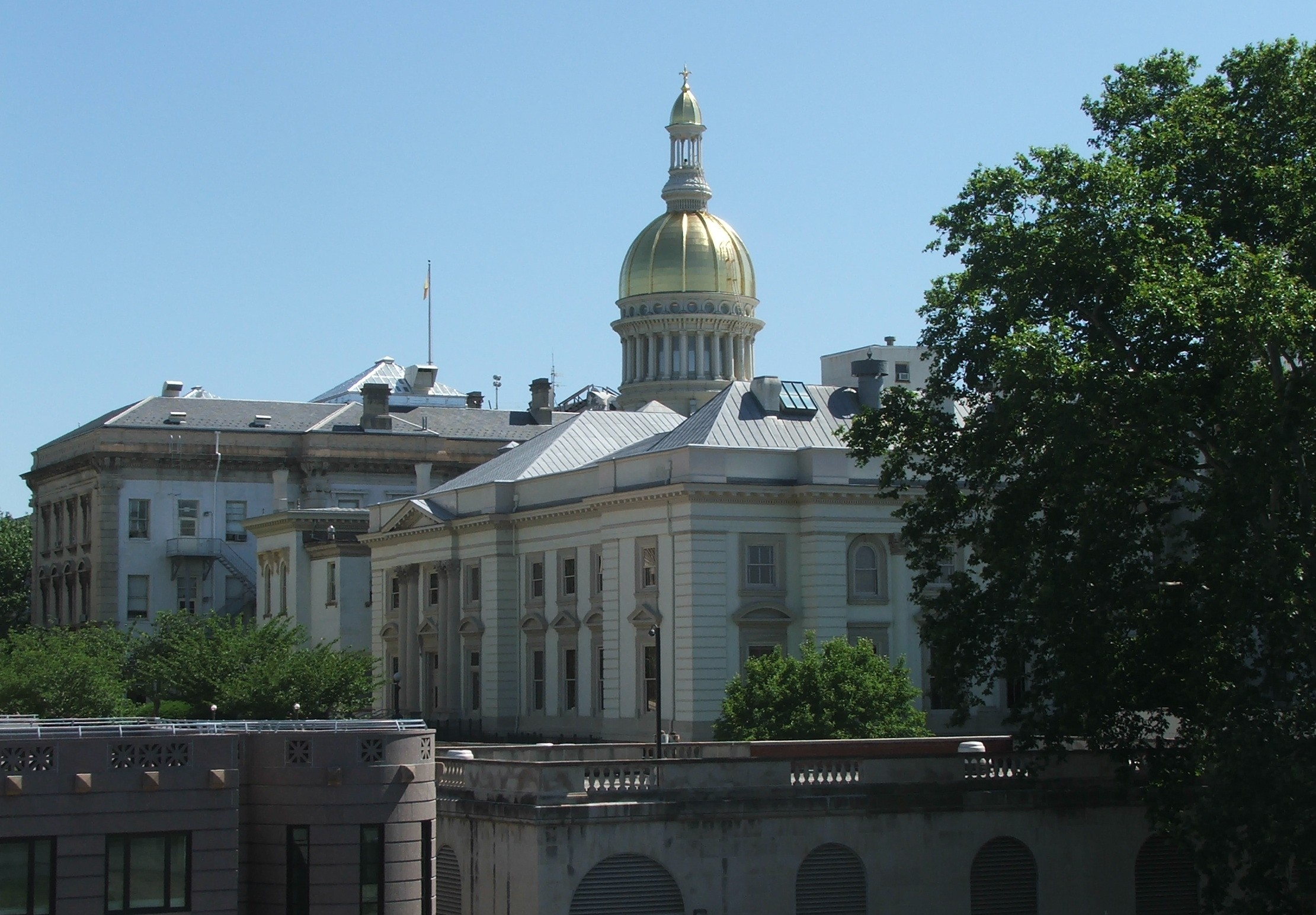
New Jersey State House

## Szkolnictwo

### Uczelnie
- Thomas Edison State College
- Mercer County Community College